# Clark Godwin
Clark Godwin, född 8 november 1955, är en friidrottare från Bermuda. Han deltog vid olympiska sommarspelen 1976.